# Konradshof (Eckenhagen)
Konradshof (Eckenhagen) ist ein Ort von insgesamt 106 Ortschaften der Gemeinde Reichshof im Oberbergischen Kreis im nordrhein-westfälischen Regierungsbezirk Köln in Deutschland.

## Lage und Beschreibung
Konradshof liegt nördlich der Wiehltalsperre, die nächstgelegenen Zentren sind Gummersbach (24 km nordwestlich), Köln (66 km westlich) und Siegen (45 km südöstlich).

## Geschichte

### Erstnennung
1561 wurde der Ort das erste Mal urkundlich erwähnt. „Herr Johann zum Konnertzhoeff, Kaplan tzu Eckenhagen, gehört zu den bergischen Zeugen bei Grenzstreitigkeiten zwischen Windeck und Neustadt.“ 
Die Schreibweise der Erstnennung war Konnertzhoeff.
| Bevölkerungsentwicklung | Bevölkerungsentwicklung |
| Jahr                    | Einwohner               |
| ----------------------- | ----------------------- |
| 1991                    | 12                      |
| 2006                    | 0                       |
| 2008                    | 0                       |
| 2017                    | 61                      |
| 2018                    | 60                      |
| 2019                    | 58                      |